# Военное министерство Конфедеративных Штатов Америки
Военное министерство Конфедеративных Штатов Америки (англ. Confederate States War Department) — отдел уровня кабинета министров в Конфедеративных Штатах Америки (КША), отвечающий за управление делами армии конфедератов. Ведомство возглавлял военный министр КША. За время своего существования было крупнейшим органом гражданской службы.

## История
Военное министерство было создано Законом № 26 Временного Конгресса от 26 февраля 1861 года.

## Организация

### Основной персонал
В военном ведомстве было двенадцать ключевых должностей, из которых четыре были занимаемы исключительно гражданскими лицами и восемью должностями для военных:
- Военный министр (гражданский): Лерой Уокер, Джуда Бенджамин;
- Адъютант и генеральный инспектор: генерал Сэмюэл Купер;
- Помощник военного секретаря (гражданский): Альберт Тейлор Бледсо, Джон Арчибальд Кэмпбелл;
- Начальник военного Бюро (гражданское): Роберт Гарлик Хилл Кин;
- Начальник службы по призыву: бригадный генерал Габриэль Дж. Рейнс, бригадный генерал Чарльз У. Филд, бригадный генерал Джон С. Престон;
- Начальник нитро-и горнодобывающей промышленности: полковник Исаак М. Сент-Джон, полковник Ричард Мортон;
- Начальник отдела боеприпасов: бригадный генерал Джозайя Горгас;
- Генерал-комиссар натурального хозяйства: полковник Люций Б. Нортроп, бригадный генерал Исаак М. Сент-Джон;
- Генерал-Квартирмейстер: Полковник Абрахам Майерс, Бригадный Генерал Александр Лоутон;
- Генерал-Хирург: Полковник Сэмюэл П. Мур;
- Военный комиссар Департамента по делам индейцев (гражданский);

### Отделы и бюро
В организационной структуре Военного министерства Юга было несколько подразделений.
- Департамент адъютанта и генерального инспектора: учреждён актом Конгресса Конфедерации 19 апреля 1862 года[3];
- Бюро инженеров: учреждено актом Конгресса конфедератов 6 марта 1861 года[3];
- Бюро по делам индейцев: учреждено двумя отдельными актами временного Конгресса Конфедерации 21 февраля и 15 марта 1861 года[3];
- Бюро иностранных поставок: учреждено актом Конгресса конфедератов 17 мая 1864 года;
- Бюро по призыву: основано 30 декабря 1862 года;
- Бюро лагерей для заключённых;
- Бюро по обмену заключёнными: учреждено 12 июля 1862 года;
- Продовольственный отдел;
- Медицинский корпус;
- Бюро нитро-и горнодобывающей промышленности: учреждено законом Конгресса Конфедерации 11 апреля 1862 года[3][4];
- Бюро боеприпасов: создано 8 апреля 1861 года в соответствии со статьёй 44 Устава армии Конфедерации;
- Департамент Генерала-Квартирмейстера: учреждён актом временного Конгресса Конфедерации 26 февраля 1861 года[3];
- Бюро связи: учреждено актом Конгресса Конфедерации 19 апреля 1862 года[3] при канцелярии генерал-адъютанта. За создание этого бюро отвечал Эдвард Портер Александр[5]. Хотя оно официально было создано в 1862 году, Портер приступил к созданию службы и имел сигнальную службу в рабочем времени до первой битвы при Манассасе, за несколько месяцев до того, как такой аналог был создан Севером. Бюро связи также участвовало в сборе разведданных в ходе войны[5];